# バートラム・ホフマイスター
バートラム・メリル・ホフマイスター OC CB CBE DCO Bar（Bertram Meryl Hoffmeister, 1907年5月15日 - 1999年12月4日）は、カナダの軍人、実業家、自然保護活動家。軍人としての最終階級は少将。

## 経歴

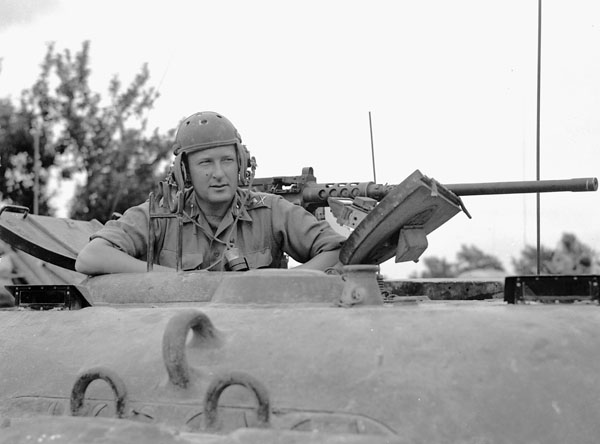
第5カナダ師団所属のM4中戦車「バンクーバー」号に搭乗するホフマイスター少将（1944年5月23日、カストロチェーロ近くにて）

1907年、ブリティッシュコロンビア州バンクーバーにて生を受ける。カナディアン・ホワイト・パイン社(Canadian White Pine Co. Ltd.)に就職し、販売部長(sales manager)として働く。1927年、カナダ陸軍の予備役部隊である非常勤民兵隊に入隊する。1934年には大尉に昇進。1939年には少佐に昇進すると共にザ・シーフォース・ハイランダーズ・オブ・カナダ連隊所属の中隊長としてイギリスに派遣される。
その後、オンタリオ州キングストンのカナダ王立軍事大学で士官教育を受ける。
1942年、中佐に昇進。1943年、シチリア侵攻（ハスキー作戦）に参加してDSOを受章。
1943年10月、准将に昇進すると共に第2カナダ歩兵旅団長に任命され、イタリア本土戦線に従軍。1944年3月、少将に昇進すると共に第5カナダ（機甲）師団長に任命される。ヨーロッパにおける終戦の後には第6カナダ歩兵師団長として太平洋戦線に派遣されたが、原爆投下を経て日本の降伏が確実となった為、まもなくして同師団は解散している。1945年9月退役。同年、ホフマイスターは剣付オラニエ＝ナッサウ勲章グランドオフィサー級、バス勲章コンパニオン級、大英帝国勲章コマンダー級を受章。1947年、レジオン・オブ・メリット勲章コマンダー級を受章。
1949年、ホフマイスターはマクミラン・ブローデル社の社長(President)に就任し、1956年から1958年までは会長(Chairman)を務めた。1958年から1961年にかけて、ブリティッシュコロンビア州の総代理官(Agent-General)としてロンドンに派遣される。1961年から1968年まではブリティッシュコロンビア州林業評議会(Council of Forest Industries of British Columbia)の議長を務める。1971年から1991年まで国土保全を目的とする非営利団体ネイチャー・トラスト・オブ・ブリティッシュコロンビア(Nature Trust of British Columbia)の議長を務める。
1982年にはカナダ勲章オフィサー級を受章している。
1999年死去。